# 杉野服飾大学
杉野服飾大学（すぎのふくしょくだいがく、英語: Sugino Fashion College、公用語表記: 杉野服飾大学）は、東京都品川区上大崎四丁目6番19号に本部を置く日本の私立大学。1926年創立、1964年大学設置。

## 概要
学校法人杉野学園が経営している。併設校として、ドレスメーカー学院（通称ドレメ）、杉野幼稚園がある。

## 沿革
学校法人杉野学園#沿革を参照。
- 1964年 - 杉野学園女子大学家政学部被服学科を設置
- 1965年 - 杉野女子大学に名称変更
- 2002年 - 男女共学とし、杉野服飾大学に名称変更
- 2012年 - 修士課程の大学院造形研究科造形専攻を開設
- 2023年 - 服飾文化学科設置[1]

## 学部・学科
- 服飾学部
  - 服飾学科
    - モードクリエーションコース
    - インダストリアルパターンコース
    - テキスタイルデザインコース
    - ファッションプロダクトデザインコース
    - 先端ファッション表現コース(2018年度廃止)
    - ファッション文化論コース(2018年度廃止)
    - ファッションビジネス・マネジメントコース
    - ファッションビジネス・流通イノベーションコース

  - 服飾表現学科
    - 衣装表現
    - スタイリング
    - VMD(ビジュアルマーチャンダイジング)
    - ショープロデュース
    - 映像・メディア表現

  - 服飾文化学科

## 専攻科
- ファッションデザイン専攻科

この専攻科は、短期大学部の専攻科ではなく、大学の専攻科である。

## 大学院
- 造形研究科
  - 造形専攻（修士課程）

## キャンパス
- 目黒キャンパス
  - 東京都品川区上大崎四丁目6番19号
- 日野キャンパス
  - 東京都日野市百草1006番地44
    - 基本、目黒キャンパスを使用するが、日野キャンパスを使用する科目もある。